# Here Comes the Indian
Here Comes the Indian je studiové album americké hudební skupiny Animal Collective. Vydáno bylo v červnu roku 2003 společností Paw Tracks. Jde o první album vydané pod názvem Animal Collective (svá předchozí společná alba hudebníci vydávali pod svými jmény). Jde zároveň o první album, na kterém se podíleli všichni čtyři členové.

## Seznam skladeb
| Pořadí | Název                 | Délka |
| ------ | --------------------- | ----- |
| 1.     | Native Belle          | 3:52  |
| 2.     | Hey Light             | 5:41  |
| 3.     | Infant Dressing Table | 8:35  |
| 4.     | Panic                 | 4:48  |
| 5.     | Two Sails on a Sound  | 12:20 |
| 6.     | Slippi                | 2:49  |
| 7.     | Too Soon              | 6:27  |

## Obsazení
- David Portner (Avey Tare)
- Noah Lennox (Panda Bear)
- Brian Weitz (Geologist)
- Josh Dibb (Deakin)